# بن كينج
بن كينج (بالإنجليزية: Ben King)‏ مواليد 22 مارس 1989 في ريتشموند، فرجينيا، الولايات المتحدة، هو دراج أمريكي في صنف سباق الدراجات على الطريق.

## سجل النتائج

### المراكز
- حقق المركز الـ 12 في طواف بكين 2011
- حقق المركز الـ 53 في سباق طواف فرنسا 2014

## روابط خارجية
- بن كينج على موقع الاتحاد الدولي للدراجات (الإنجليزية)
- بن كينج على موقع أرشيف الدراجات (الإنجليزية)
- بن كينج على موقع إحصائيات الدراجات الإحترافية (الإنجليزية)
- بن كينج على موقع نسبة الدراجات (الإنجليزية)
- بن كينج على موقع CycleBase (الإنجليزية)